# Superstar (Toy-Box)
Superstar è un singolo del gruppo musicale danese Toy-Box, pubblicato il 30 luglio 2001 come primo estratto dall'album Toy Ride.

## Tracce
CD Maxi
1. Superstar (Original Radio Edit) – 3:07
2. Superstar (Larz Crimee Remix - Radio Version) – 3:57
3. Superstar (P&A's Club Mix) – 5:09
4. Superstar (Powers Remix) – 4:34
5. Superstar (Larz Crimee Remix) – 4:51

## Classifiche
| Classifica (2001) | Posizione massima |
| ----------------- | ----------------- |
| Paesi Bassi       | 41                |